# Jieyang
Jieyang is een stad en prefectuur in de provincie Guangdong. Het meest gesproken dialect in Jieyang is het Chaozhouhua. In Jiexi is een kleine gemeenschap die Hakkanees praat. 
De prefectuur heeft 5,6 miljoen inwoners, waarvan er 1,3 miljoen in de stad Jieyang zelf wonen. Puning is een zuidelijk gelegen satellietstad van Jieyang en is met 2 miljoen inwoners groter gegroeid dan de moederstad.
Met de aan elkaar gegroeide steden Shantou en Chaozhou vormt Jieyang de metropool "Chaoshan" met 11,6 miljoen inwoners.

## Geografie
De stad ligt in het oosten van Kanton en vormt samen met Chaozhou en Shantou, het gebied Chaoshan. 
De stadsprefectuur Jieyang is verdeeld in één district:
- Rongcheng

één stadsarrondissement:
- Puning

en drie arrondissementen:
- Huilai
- Jiedong
- Jiexi

Verder zijn er negenenzestig grote gemeentes, tien gemeentes en eenentwintig subdistricten in Jieyang.

## Economie
De Jingye Group heeft een grote staalfabriek in Jieyang.